# Hambruna soviética de 1946-1947
La hambruna soviética de 1946-1947 fue una grave hambruna en la Unión Soviética. También fue la última hambruna en la historia soviética. 
Las estimaciones del número de víctimas varían y van desde varios cientos de miles hasta dos millones. Estimaciones recientes del historiador Cormac Ó Gráda, indican que 900.000 perecieron durante la hambruna.  Las regiones que fueron especialmente afectadas incluyeron la RSS de Ucrania con 300.000 muertos,  y la RSS de Moldavia con 100.000 muertos.   Otras partes de la Unión Soviética como la RSFS de Rusia y la RSS de Bielorrusia también se vieron afectadas con 500.000 muertes.   En otros lugares, la desnutrición fue generalizada pero se evitó la hambruna.  La hambruna se caracteriza por niveles muy altos de mortalidad infantil. 
La hambruna se ha atribuido en parte a los efectos de la Segunda Guerra Mundial y en parte a la política gubernamental. La guerra destruyó parte de la infraestructura agrícola del país, y se cree que la desmovilización de las tropas soviéticas tras la guerra provocó un nuevo baby boom. El aumento de la población en un momento de escasez de alimentos ya persistente fue una de las causas de la hambruna. Una grave sequía en 1946 provocó una mala cosecha, mientras que el gobierno soviético elevó los precios de los alimentos, haciéndolos inasequibles. El gobierno continuó exportando alimentos durante la hambruna y se negó a solicitar ayuda internacional.